# Pterotella shartegensis
Pterotella shartegensis  (лат.) — вид вымерших равнокрылых насекомых рода Pterotella из семейства Juraphididae Zyla et al. 2014, близкий к тлям . Обнаружены в верхнеюрских отложениях Центральной Азии (титонский ярус, Шар-Тегская свита, Sharteg Formation, Гоби-Алтайский аймак, восточнее горы Атас-Богд 5—6 км, западнее горы Шара-Тэг, Монголия).

## Описание
Мелкого размера равнокрылые насекомые, сходные с тлями. Длина переднего крыла 2,32 мм.
Вид Pterotella shartegensis был впервые описан в 2014 году польскими палеоэнтомологами Дагмарой Зиля (Dagmara Żyła; Department of Zoology, University of Silesia, Катовице, Польша), Петром Вегиереком (Piotr Wegierek), Владимиром Благодеровым (Vladimir Blagoderov; Department of Science Facilities, Natural History Museum, Лондон), вместе с видом Juraphis karataviensis Zyla et al. 2014.
Таксон P. shartegensis включён в состав рода Pterotella вместе с видом вместе с видом Pterotella formosa Wegierek, 1991. Сестринские таксоны: Aphaorus curtipes Wegierek, 1991 и Juraphis (Juraphis crassipes; Juraphididae Zyla et al. 2014). Видовое название P. shartegensis дано имени места обнаружения (Шартег).